# 帛度
帛度是中国古代星官名，属三垣之中的天市垣，意为“布匹市場”，帛度星官共由二星组成，在现在通用的88星座中属于武仙座。

## 帛度二星
- 帛度一，武仙座95，视星等4.28
- 帛度二，武仙座102，视星等4.39

## 帛度增三星
清钦天监1752年编成《仪象考成》星表，帛度增加了3颗肉眼可见的星。